# Chaluha subantarktická
Chaluha subantarktická (Stercorarius antarcticus) je mohutný pták, největší zástupce chaluh z jižní polokoule. Jedná se o silně teritoriálního potravního oportunistu, který se v době hnízdění živí vejci a mláďaty tučňáků a trubkonosých ptáků a mršinami ploutvonožců. Mimo hnízdní období požírá hlavně ryby a další mořské živočichy. Hnízdí v pobřežních oblastech subantarktických ostrovů ve volných kolonií poblíž zdrojů potravy. Samice klade 2 velká hnědá vejce, inkubují oba partneři po dobu kolem 30 dní. Prekociální mláďata opouští hnízdo do 24 h po vyklubání, avšak rodiče jej krmí a zahřívají po dalších cca 60 dní, načež dochází k disperzi. Mimo hnízdní období tráví chaluhy čas v oblastech jižních mořích na sever až k oblastem Jižní Ameriky, jižní Afriky a Austrálie.  
Pro chaluhy subantarktické, podobně jako pro ostatní chaluhy, je typická útočná, agresivní povaha a během pobytu na moři i kleptoparazitizmus. V době hnízdění neváhají zaútočit ani na člověka. Délka těla chaluhy subantarktické dosahuje 64 cm, rozpětí křídel kolem 147 cm. Samec váží 1,7 kg, samice 3 kg. Obě pohlaví mají tmavě hnědé opeření, na křídlech se nachází bílý příčný pruh.

## Systematika a rozšíření
Hnízdí ve třech poddruzích v subantarktické oblasti, tedy na ostrovech severně od Antarktidy:
- S. a. antarcticus (Lesson, R, 1831) – hnízdí na Falklandských ostrovech a pobřeží Argentiny.
- S. a. hamiltoni (Hagen, 1952) – hnízdí na dvou ostrovech jižního Atlantského oceánu (Tristan da Cunha a Goughův ostrov).
- S. a. lonnbergi (Mathews, 1912) – nejrozšířenější, hnízdí prakticky cirkumpolárně na subantarktických ostrovech od Antarktického poloostrova přes jižní Atlantský a Indický oceán (mimo jiné Crozetovy ostrovy, Kergueleny) na východ po ostrovy oblasti Nového Zélandu (Chathamovy ostrovy, Macquarie aj.).

Mimo hnízdní dobu se ptáci rozptylují po jižních mořích na sever k oblastem Jižní Ameriky, jižní Afriky a Austrálie). Zatoulaní jedinci byli pozorováni v Indii, Íránu, Ománu a severní Brazílii. Výjimečně se chaluhy mohou zatoulat i na severní polokouli; existují ojedinělé záznamy chaluh z východního pobřeží Spojených států amerických i ze Spojeného království.

## Popis

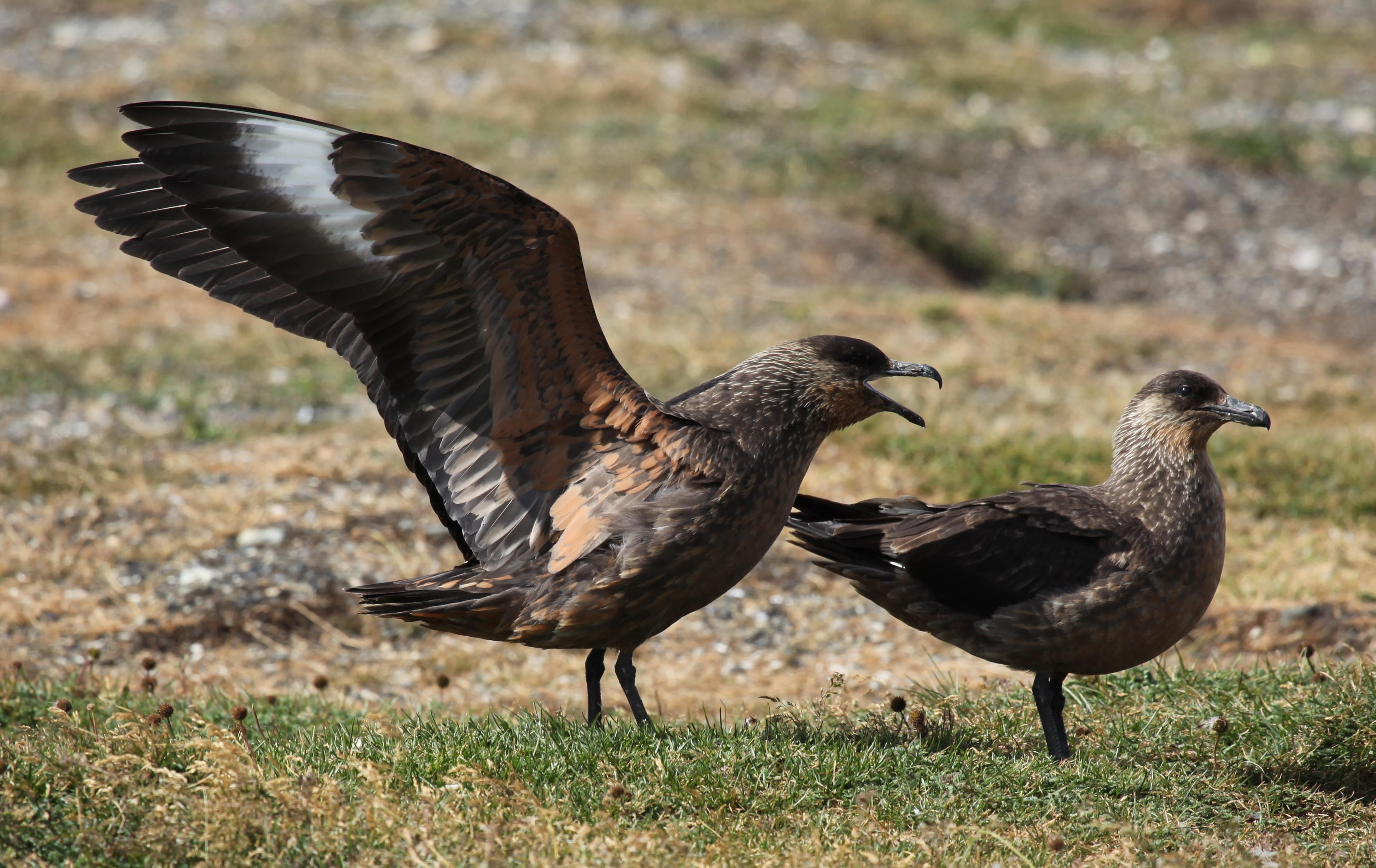
Pár chaluh; jedinec vlevo má patrný bílý příčný pruh na křídle

Chaluha představuje statného ptáka s délkou těla 64 cm a průměrným rozpětím křídel 147 cm. Váha samců se pohybuje kolem 1,7 kg, samice váží cirka 2 kg. Tyto rozměry z chaluhy subantarktické dělají vůbec největšího zástupce chaluhovitých z jižní polokoule.
Jedná se o velkého ptáka s podsaditým tělem rackovitého tvaru. Mohutná křídla jsou široká a zaoblená. Zobák je černý a poměrně krátký, horní čelist je přes tu spodní hákovitě zahnutá. Nohy jsou tmavé, stejně jako prsty, které jsou zakončeny mohutnými drápy připomínající drápy dravých ptáků. Duhovky jsou černé.
Samec a samice mají stejné opeření, avšak samice je o něco těžší; tento rozdíl je patrný hlavně když jsou samec a samice vedle sebe. Opeření je z valné většiny tmavě hnědé. Na šíji je peří o něco světlejší, někdy až nažloutlé. Většina dospělců má horní polovinu těla různým způsobem jemně světle kropenatou. Ruční letky jsou zhruba do první třetiny své délky směrem od těla bílé, což vytváří na obou stranách roztažených křídel zřetelný příčný bílý pruh. Juvenilní jedinci jsou o něco tmavší než dospělci, bez světlého kropení a často s méně nápadným bílým lemem na křídlech.

## Biologie

### Rozmnožování

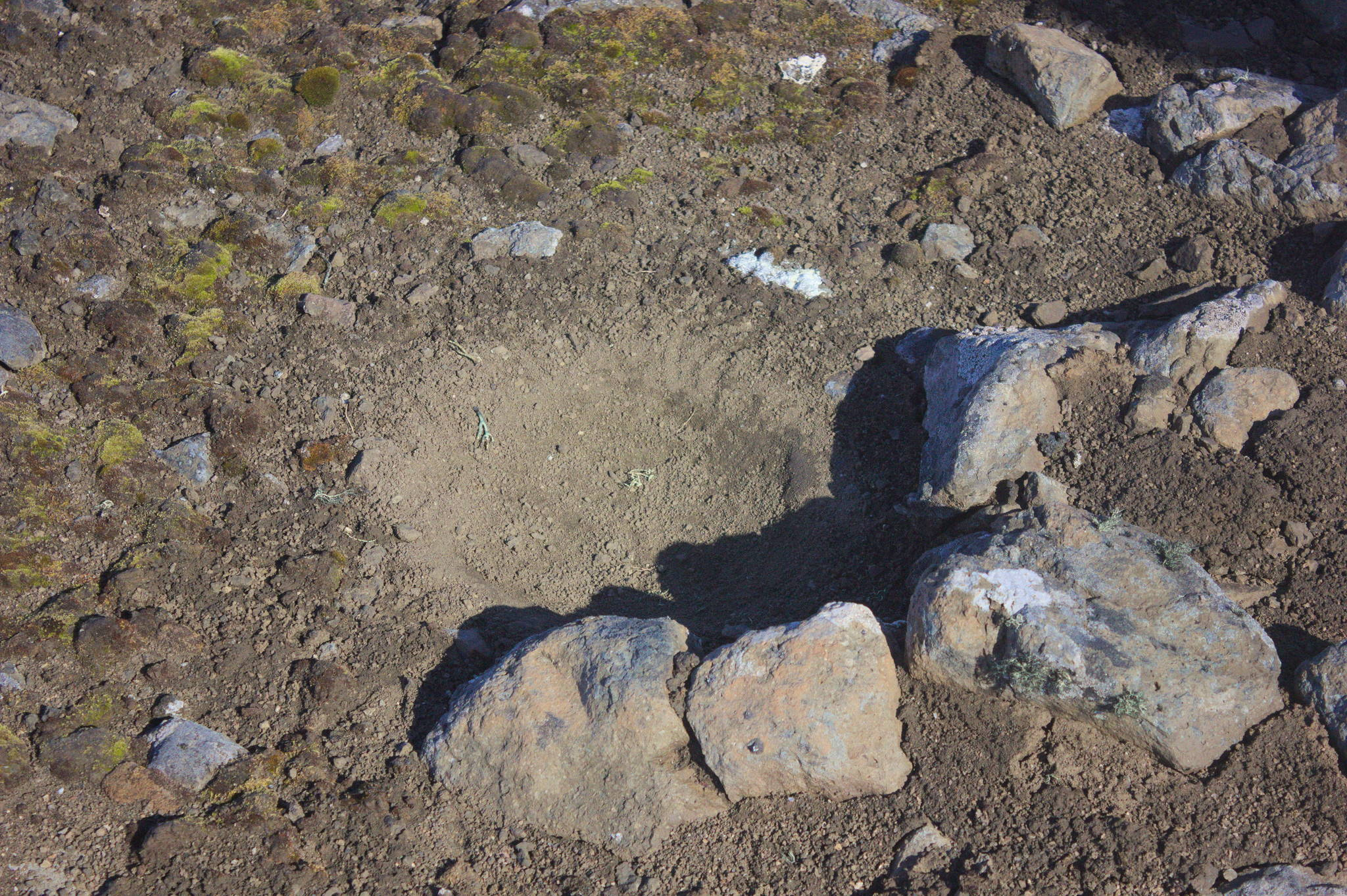
Hnízdo chaluhy subantarktické

Tvoří monogamní páry hnízdící ve volných koloniích i samostatně na tomtéž místě rok co rok. Typický hnízdní habitat druhu tvoří skalnaté pobřeží s malým množstvím vegetace. Hnízda bývají na dohled od moře. Chaluhy subantarktické často hnízdí v oblastech s bohatým zdrojem potravy, např. u kolonií tučňáků, trubkonosých či v blízkosti kolonií ploutvonožců, kde se chaluhy krmí na jejich mršinách. Chaluhy jsou během hnízdění silně teritoriální a hnízdiště velmi agresivně brání jak proti ostatním chaluhám, tak proti jiným vetřelcům včetně člověka, na kterého bez váhání zaútočí svými mohutnými zobáky.

K utvoření páru dochází během tzv. kvílejících ceremonií (squeaking ceremonies), během kterých samec láká samici hlasitým pisklavým voláním, a když samice dosedne vedle samce, oba pokračují v hlasitých píštících zvucích se zobáky namířenými k zemi. Hlasité námluvy jsou ukončeny samicí, která začne se stavěním mělkého důlku v zemi představující budoucí hnízdo. Tento důlek však nemusí být konečné místo zahnízdění; občas pár takto vytvoří několik důlků, dokud nedojde ke skutečnému zahnízdění. Na to stejné hnízdo se pár může vracet každé hnízdní období.

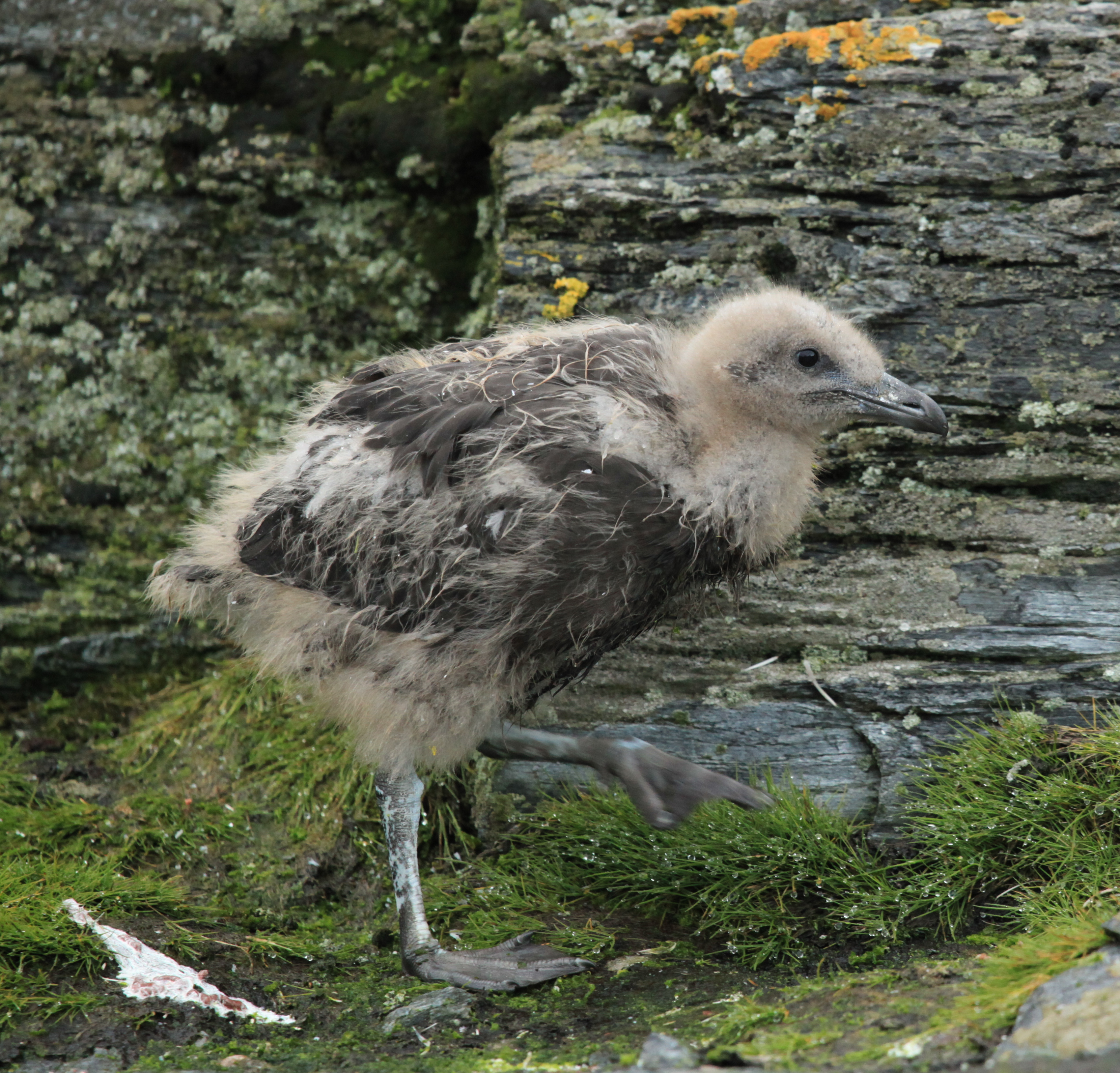
Juvenilní chaluha subantarktická

Hnízdo představuje mělký důlek vystlaný mechem, lišejníky a trávou. Samice klade nejčastěji 2 hnědá vejce s tmavě hnědými skvrnami. Vejce má rozměr 74×52 mm. Interval mezi kladením vajec bývá 2 dny. V severnějších hnízdištích dochází ke kladení vajec již v září, v chladnějších oblastech až v prosinci. Inkubují samec i samice po dobu kolem 30 dní. Prekociální mláďata opouští hnízdo do 24 h po vyklubání, avšak rodiče je krmí a zahřívají po dalších cca 60 dní, načež dochází k disperzi mladých chaluh.
Hnízdní úspěšnost se liší podle druhu. Největší podíl na úmrtnosti mláďat mohou mít chaluhy téhož druhu, které usmrcují mláďata ostatních párů. Někdy může docházet k zahnízdění samice a dvou, případně i více samců, kteří pak společně brání totéž teritorium. Mláďata se vrací do své mateřské kolonie kolem věku 4–5 let. I když mohou zahnízdit již v 5. roce života, většinou poprvé zahnízdí kolem 8 let. Dožívají se zhruba 20–30 let.
Kolem Antarktického poloostrova se hnízdní areál chaluh subantarktických překrývá s chaluhami antarktickými (C. maccormicki). Druhy se v této oblasti vzájemně kříží. Jednou z těchto křížících lokalit je Ostrov krále Jiřího, na kterém přes 10 % hnízdících párů tvoří hybridní páry, které vždy tvoří samec chaluhy antarktické a samice chaluhy subantarktické. Jejich hybridní mláďata jsou plodná.

### Migrace
Mimo hnízdní období chaluhy tráví většinu času na moři, kde se shlukují do hejn. Chování i rozšíření chaluh během tohoto období je z velké části neprozkoumáno. Jižní populace hnízdící v oblasti Antarktidy migrují na zimu na sever až k pobřežím Austrálie, jižní Ameriky a jižní a západní Afriky. Část ptáků hnízdících v oblastech s mírnějšími zimami (např. na novozélandských ostrovech Snares, Stewartivě ostrově či na Chathamových ostrovech) nemigruje a zůstává na tomtéž teritoriu po celý rok. Na Chathamských ostrovech si chaluhy získávají potravu i díky zbytkům jídel vyhozených místními obyvateli.

### Potrava

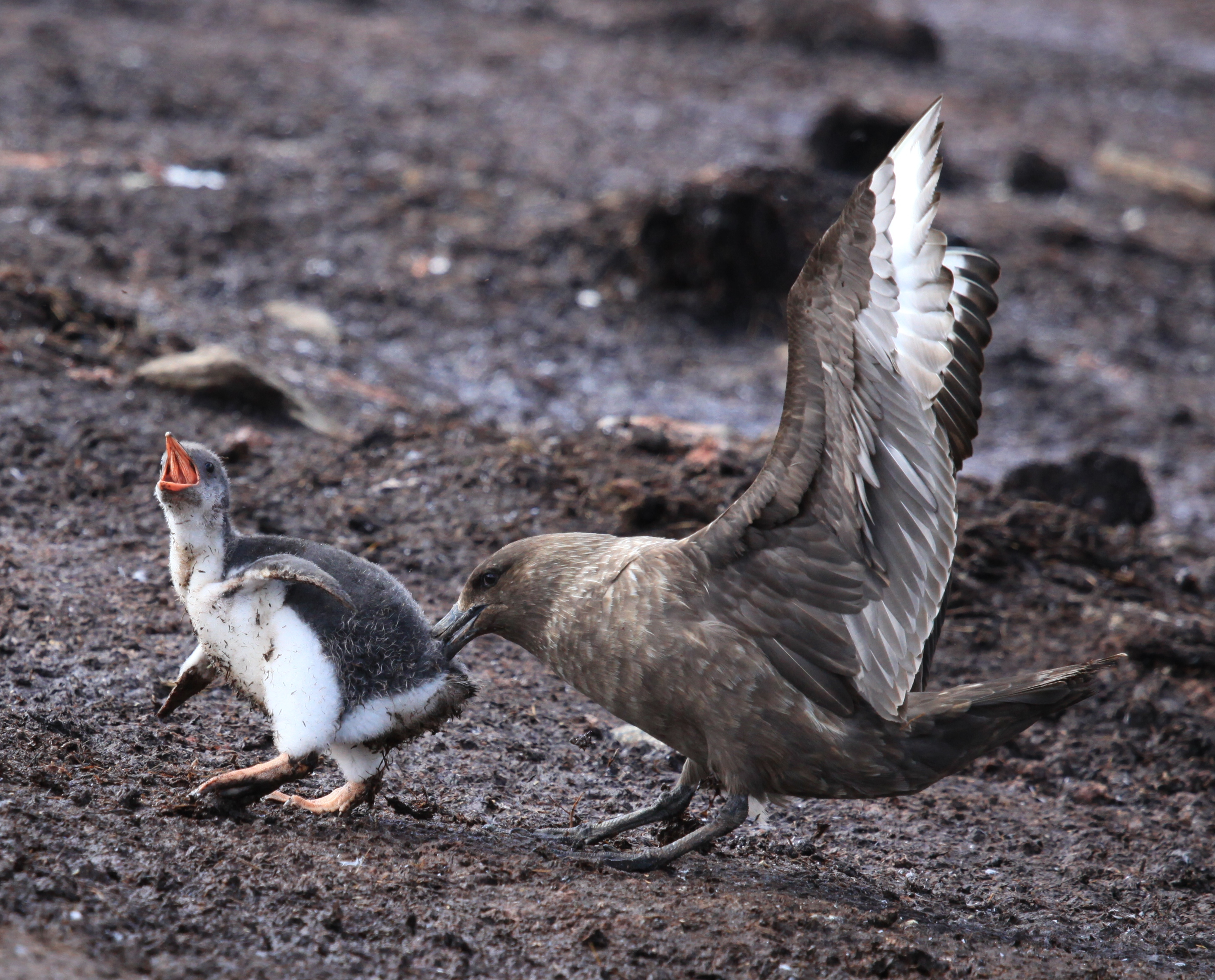
Chaluha při lovu mláděte tučňáka

Jedná se o potravní oportunisty, nicméně výzkumy naznačují, že preference bude hrát ve výběru potravy roli. K hlavním zdrojům potravy chaluh patří vejce tučňáků, mršiny ploutvonožců (mj. rypouš sloní, lachtan antarktický, lachtan novozélandský), jiní ptáci a jejich vejce (hlavně trubkonosí, ale příležitostně i další ptáci jako kachny nebo pěvci). Občas může pozřít i ryby, mořské bezobratlé živočichy (měkkýše apod.) nebo zbytky z kuchyně či sbírat zbytky ryb za rybářskými loděmi. Ostatní ptáky (hlavně trubkonosé) loví v noci na zemi, někdy je nahání v letu a donutí je přistát, a pak je usmrtí, načež si je odnesou vždy na to samé místo, kde oddělí od těla hlavu, křídla a nohy a pozřou tělo ptáků.
V Antarktické oblasti si chaluhy zakládají krmící teritoria v rámci kolonií tučňáků, která pak agresivně brání proti ostatním predátorům, aby si tak zajistili tučňáky pro sebe. Chaluhy si někdy v těsné blízkosti tučňáků staví i hnízda, aby tak při letech za potravou nespotřebovávali příliš mnoho energie. V případě omezeného výběru potravu mohou být někteří jedinci vysoce specializovaní jen na jeden druh kořisti. Stává se, že zatímco jeden hnízdící pár se specializuje na tučňáky a jejich vejce, pár hnízdící opodál se živí hlavně trubkonosými. Na ostrově Macquire patří ke klíčovým zdrojům potravy chaluh králík evropský, který byl na ostrov kdysi zanesen lidmi. Je tak možné, že počty chaluh na tomto ostrově dosahují nyní vyšších počtů než před objevením ostrova lidmi.

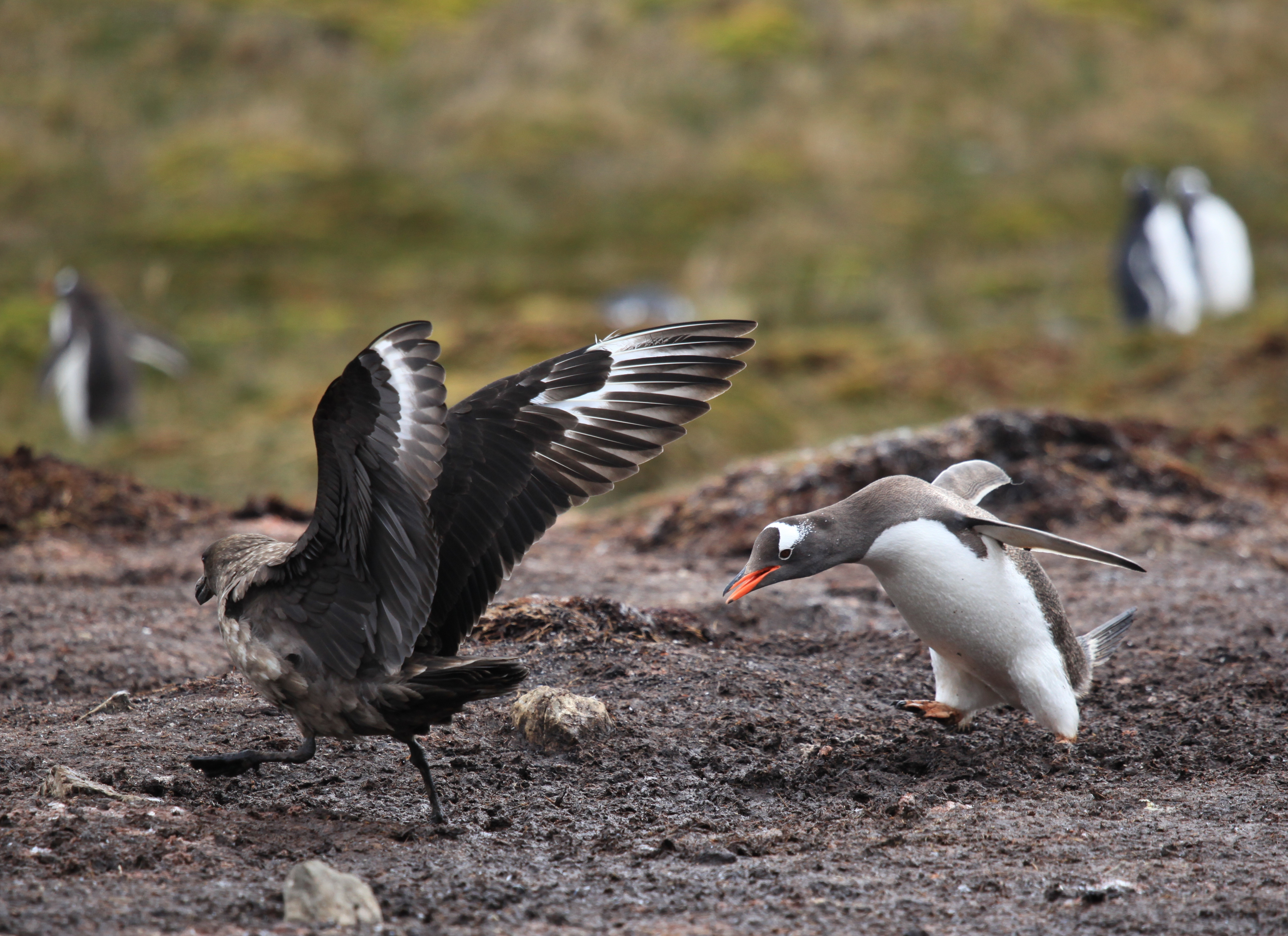
Tučňák oslí zahání chaluhu subantarktickou v Jižní Georgii

O potravě chaluh mimo hnízdní období se toho moc neví, avšak předkládá se, že se živí pelagickými druhy ryb, mořskými živočichy a mršinami. Potravu si získává i kleptoparazitismem jiných druhů mořských ptáků jako jsou racci, albatrosi nebo kormoráni.

### Vokalizace
Na moři a v letu jsou chaluhy tiché, avšak během hnízdění se projevují hlasitým, křiklavým, naříkajícím, dlouhým a klesajícím áh-áh-áh, které je doprovázeno výhružným roztahováním křídel. K dalším vokální projevům patří krátké zvuky připomínající kdákání. Výstražné vokální projevu chaluhy někdy spustí stejné vokální projevy i u partnera.

## Populace a její ohrožení
Celková populace druhu se odhaduje na cca 13–14 tisíc párů. Celkový populační trend není zcela jasný, nicméně předpokládá se, že bude klesající. Přesto je druh hodnocen jako málo dotčený.
K největším hrozbám chaluh patří hlavně změna klimatu a s ním spojené změny v distribuci potravy. Určité ohrožení představují i komerční rybářské lodě, kde chaluhy mohou představovat nechtěné vedlejší úlovky.